# المقتلة (الضليعة)
'

تعديل مصدري - تعديل

المقتلة هي إحدى قرى عزلة الضليعة بمديرية الضليعة التابعة لمحافظة حضرموت، بلغ تعداد سكانها 67 نسمة حسب تعداد اليمن لعام 2004.